# A trecut o femeie
A trecut o femeie (titlul original: în spaniolă Nunca pasa nada) este un film dramatic franco-spaniol, realizat în 1963 de regizorul Juan Antonio Bardem, protagoniști fiind actorii Corinne Marchand, Antonio Casas, Jean-Pierre Cassel, Julia Gutiérrez Caba. 
Filmul având o distribuție mixtă de actori francezi și spanioli, a fost vorbit atât în spaniolă, cât și în franceză.

## Conținut
O trupă franceză de varietăți a călătorit în toată Spania, iar acum se află pe drumul de întoarcere spre Franța. Când  autobuzul lor s-a avariat, opresc într-un mic sat din Castilia, numit Medina del Zarzal. Vedeta de cabaret, Jacqueline, este bolnavă și trebuie să rămână în spitalul din localitate, unde este operată. Doctorul Enrique, se îndrăgostește de ea.
Prezența ei în orășel este o fascinație pentru toți bărbații: studenți, preoți sau oameni bogați.
Julia, soția medicului, trebuie să lupte cu propunerea de dragoste făcută de Juan, profesorul local de limbă franceză...

## Distribuție
- Corinne Marchand – Jacqueline
- Antonio Casas – Enrique, chirurg
- Jean-Pierre Cassel – Juan, profesor de franceză
- Julia Gutiérrez Caba – Julia, soția chirurgului
- Alfonso Godá – Pepe
- José Franco – Don Jerónimo
- Rafael Bardem – Don Marcelino
- Matilde Muñoz Sampedro – Doña Obdulia
- María Luisa Ponte – prietena Juliei
- Tota Alba – călugărița asistentă medicală
- Ana María Ventura – Doña Assunta
- Josefina Serratosa – Vecina de Aranda
- Carmen Sánchez – Ama de llaves
- Pilar Gómez Ferrer – Doña Eulalia